# Carlos López Estrada
Carlos López Estrada, né le 12 septembre 1988 à Mexico (Mexique), est un réalisateur américain.

## Filmographie

### Réalisateur
- 2010 : In Utero
- 2010 : Maximum Balloon: Groove Me
- 2010 : Noel Schajris: Momentos
- 2012 : Bear
- 2012 : The Dinner
- 2013 : Capital Cities: Kangaroo Court
- 2014 : Capital Cities: Kangaroo Court
- 2015 : Hook n Sling Featuring Far East Movement: Break Yourself
- 2015 : Identity Theft
- 2015 : Las Fantásticas Aventuras del Focus 2015
- 2017 : High & Mighty
- 2018 : Blindspotting
- 2018 : Father John Misty: Mr. Tillman
- 2018 : George Ezra: Shotgun
- 2020 : Summertime
- 2021 : Raya et le Dernier Dragon (coréalisé avec Don Hall, John Ripa et Paul Briggs)

### Scénariste
- 2010 : In Utero
- 2010 : Lucky
- 2010 : Noel Schajris: Momentos
- 2014 : Capital Cities: Kangaroo Court

### Acteur
- 2006 : Las Dos Caras de Ana (telenovela)
- 2007 : Pasión (série télévisée)

### Directeur de la photographie
- 2010 : Lucky

### Monteur
- 2013 : Capital Cities: Kangaroo Court
- 2015 : Identity Theft

### Décorateur
- 2009 : Mr. and Mrs. Pratt

## Producteur
- 2024 : Dìdi de Sean Wang (en)

## Distinctions
- (en) Carlos López Estrada: Awards, sur l'Internet Movie Database